# Ammotrechula schusterae
Espèce
Ammotrechula schusterae est une espèce de solifuges de la famille des Ammotrechidae.

## Distribution
Cette espèce se rencontre au Salvador et au Nicaragua.

## Description
Le mâle holotype mesure 15 mm.

## Étymologie
Cette espèce est nommée en l'honneur d'Ortrud Schuster‐Dieterichs.

## Publication originale
- Roewer, 1954 : Spinnentiere aus El Salvador, I. (Arachnoidea: Pedipalpi, Solifuga, Opiliones - Laniatores). Senckenbergiana Biologica, vol. 35, no 1/2, p. 57-73 (texte intégral).